# The London Magazine
The London Magazine est un magazine publié depuis 1732 à Londres.

## Historique
Depuis trois siècles, The London Magazine est une revue d'art et de littérature qui a publié notamment William Wordsworth, William S. Burroughs, Joseph Conrad, George Orwell, Eugene Ionesco, Susan Sontag, Annie Ernaux, Nadine Gordimer, Albert Camus, Sylvia Plath, Doris Lessing, et John Keats.

### 1732–1785
The London Magazine a été fondé en 1732 en opposition politique au Gentleman's Magazine de tendance Tory. Il est imprimé pendant 53 ans jusqu'à sa fermeture en 1785. Edward Kimber en est devenu l'éditeur en 1755, succédant à son père Isaac Kimber.

### 1820–1829
En 1820, le London Magazine renaît grâce à la maison d'édition Baldwin, Craddock & Joy sous la direction de John Scott. Il prend le même format que le Blackwood's Magazine. Il est au plus haut de sa prospérité littéraire en publiant William Wordsworth, Percy Bysshe Shelley, John Clare et John Keats.
En septembre 1821, paraît dans le journal une première partie des Confessions d'un mangeur d'opium anglais de Thomas de Quincey, la suite sera publiée en livre. Scott a rapidement engagé une dispute littéraire avec des membres du Blackwood's Magazine, en particulier le docteur John Gibson Lockhart, sur la critique virulente de l'école poétique de Cockney (en anglais, « The Cockney School of Poetry ») dont faisaient partie Leigh Hunt et John Keats. La querelle s'est terminée par un duel fatal entre Scott et l'ami proche et camarade de travail de Lockhart, J. H. Christiania. Scott a perdu le duel et sa vie en 1821.
Le magazine continue sous la direction éditoriale de John Taylor avec comme collaborateurs : Thomas Hood, William Hazlitt et Charles Lamb. En 1823, Lamb publie la première série des Essais d'Elia (Essays of Elia). Vers la fin de la décennie, le magazine décline et Taylor est abandonné par beaucoup de son personnel, y compris Lamb et Hazlitt.
Le magazine cesse de paraître en 1829.

### 1900–1930
En 1900, le Harmsworth's Monthly Pictorial Magazine est rebaptisé le London Magazine par Cecil Harmsworth, le propriétaire du Daily Mail de l'époque. La publication continue jusqu'en 1930 où il est rebaptisé le New London Magazine. L'érudit australien Sue Thomas le mentionne comme "un informateur important (...) de littérature populaire pour la fin des périodes Victoriennes et Édouardiennes". Malgré son succès, le magazine s'arrête en 1933.

### 1954 à aujourd'hui
En 1954, un nouveau périodique paraît sous le nom de The London Magazine sous la direction éditoriale de John Lehmann. Il est présenté par T. S. Eliot comme un périodique non-universitaire qui "assumerait courageusement l'existence d'un public intéressé par la littérature sérieuse." En 1961 le magazine change de main et redevient le London Magazine. Le poète Lehmann en est le rédacteur avec le critique Alan Ross. La publication continue jusqu'à ce que la mort de Ross en 2001 provoque la fermeture. Tant sous Lehmann que Ross, le magazine était publié par Chatto & Windus.
Cependant, il est rapidement relancé par Christopher Arkell et le poète et critique littéraire Sebastian Barker. Quand Barker se retire (parti à la retraite) au début de 2008, Sara-Mae Tuson prend la relève. En juillet 2009, Arkell vend le magazine au Dr. Burhan Al-Chalabi qui en est maintenant le directeur, avec Steven O'Brien comme rédacteur, Heather Wells comme directeur de la publication, Matthew Scott comme secrétaire de rédaction, Grey Gowrie comme conseiller spécial de rédaction, Sir David Latham, Bruce Anderson et le député Patrick Mercer comme conseillers de rédaction.

## Auteurs publiés
W. H. Auden, Frank Auerbach, Louis de Bernières, Lady Caroline Blackwood, Bill Brandt, William S. Burroughs, Roy Campbell, Thomas Carlyle, Henry Francis Cary, Charles Causley, John Clare, Hartley Coleridge, Sir Arthur Conan Doyle, Joseph Conrad, Allan Cunningham, Lawrence Durrell, Odysseus Elytis, Gavin Ewart, Lawrence Ferlinghetti, Roy Fuller, W. S. Graham, Nadine Gordimer, The Rt. Rev. The Lord Harries of Pentregarth (Lord Bishop of Oxford), Tony Harrison, William Hazlitt, Thomas Hood, Ted Hughes, Leigh Hunt, Ruth Prawer Jhabvala, John Keats, Charles Lamb, Laurie Lee, Jack London, Louis MacNeice, Mary Russell Mitford, Paul Muldoon, Les Murray, E. (Edith) Nesbit, Ben Okri, Harold Pinter, Sylvia Plath, Thomas de Quincey, Ethel Rolt Wheeler, Alan Ross, Richard Savage, John Scott, Iain Sinclair, Derek Walcott, Evelyn Waugh et William Wordsworth.